# Raymond Wilson
Raymond Neil Wilson (* 23. März 1928 in Sutton Coldfield; † 16. März 2018 in Rohrbach) war ein britischer Physiker, bekannt für seine Entwürfe optischer Systeme für Großteleskope.
Wilson studierte Physik an der University of Birmingham und Ingenieurswesen am Imperial College London. Er leitete 11 Jahre lang die Entwurfsabteilung für Teleskope bei der Carl Zeiss AG in Oberkochen. Von 1972 bis 1993 leitete er die Optik- und Teleskopgruppe der europäischen Südsternwarte ESO. Er entwickelte das Konzept aktiver Optik für Großteleskope, bei dem statt eines extrem schweren unter allen Bedingungen formstabilen Hauptspiegels ein leichterer Hauptspiegel benutzt wird, dessen Form in verschiedenen Lagen des Teleskops aktiv zum Soll hin geregelt wird. Erstmals angewandt wurde diese Technologie beim New Technology Telescope der ESO, sie war entscheidend für das Konzept des Very Large Telescope der ESO.
Nach seiner Pensionierung 1993 schrieb Wilson eine zweibändige Monographie zur Spiegelteleskopoptik und weitete seine Entwürfe von Teleskopoptiken auf Systeme mit drei bis fünf Spiegeln aus, wie sie für zukünftige extrem große Teleskope diskutiert werden.

## Veröffentlichungen (Auswahl)
- Raymond N. Wilson: Reflecting Telescope Optics I. Basic Design Theory and its Historical Development, Springer, Berlin Heidelberg New York 1996, ISBN 3-540-58964-3
- Raymond N. Wilson: Reflecting Telescope Optics II. Manufacture, Testing, Alignment, Modern Techniques, Springer, Berlin Heidelberg New York 1999, ISBN 3-540-60356-5

## Auszeichnungen
- 1993 Karl-Schwarzschild-Medaille
- 1993 Namensgeber für den Asteroiden (3790) Raywilson[3]
- 2003 Ritter der französischen Ehrenlegion
- 2005 Prix Lallemand der französischen Akademie der Wissenschaften
- 2010 Kavli-Preis
- 2010 Tycho-Brahe-Preis der European Astronomical Society
- 2011 Ehrenbürger von Rohrbach[4]
- Auswärtiges Mitglied der Norwegischen Akademie der Wissenschaften